# Les Noës-près-Troyes
Les Noës-près-Troyes é uma comuna francesa na região administrativa de Grande Leste, no departamento de Aube. Estende-se por uma área de 0,7 km². Em 2010 a comuna tinha 3 316 habitantes (densidade: 4 737,1 hab./km²).